# Schadevergoeding
Schadevergoeding is de prestatie die verricht moet worden om andermans schade te vergoeden. De verplichting tot schadevergoeding komt voort uit aansprakelijkheid.
In Nederland bevat het algemene gedeelte van het verbintenissenrecht onder meer Afdeling 10. Wettelijke verplichtingen tot schadevergoeding (art. 95 - 110 Boek 6 BW).

## Reden voor het toekennen
In beginsel draagt iedereen de eigen schade. In Nederland zijn de meeste mensen overigens verzekerd, maar dit doet niet af aan deze regel. Soms wordt het echter onredelijk geacht om iemand de eigen schade te laten dragen, bijvoorbeeld als deze door een ander is veroorzaakt of voor rekening komt van een ander. Als Jan met zijn auto Piet aanrijdt, zal hij de schade die Piet daardoor lijdt moeten vergoeden. Aangezien Jan dit waarschijnlijk niet uit zichzelf zal doen, zal Piet of zijn advocaat hem daartoe moeten aanspreken, vandaar ook de term aansprakelijkheid.

## Vorm
In beginsel vindt schadevergoeding plaats in geld. Sinds het arrest Pos/Van den Bosch kan in Nederland schadevergoeding ook in een andere vorm gevorderd worden, als dat opportuun is. Dat is inmiddels gecodificeerd in artikel 103 van Boek 6 van het Burgerlijk Wetboek.

## Matiging en vermindering
Voor de meeste soorten aansprakelijkheid komt in beginsel de hele schade voor vergoeding in aanmerking. Op grond van artikel 6:109 BW kan de schade gematigd worden, als dat vanwege de aard van de aansprakelijkheid, de tussen partijen bestaande rechtsverhouding en de draagkracht van partijen nodig is.
Op grond van artikel 6:101 BW kan de vergoedingsplicht ook worden verminderd of zelfs helemaal vervallen als de benadeelde ook zelf schuld heeft aan de gebeurtenis waarvoor aansprakelijkheid bestaat. In principe dragen partijen dan bij naar evenredigheid met de mate waarin de omstandigheden waarvoor zij ieder aansprakelijk zijn, hebben bijgedragen tot de schade. Daar kan van worden afgeweken als de ernst van de fouten dat eist.

## Definitie en soorten schade
Er bestaan verschillende soorten schade. Schade wordt meestal gezien als het verschil tussen de (nadeliger) positie die ontstaat door het schadebrengende feit en de positie die er anders zou zijn geweest.
Een manier om schade in te delen is in:
- Vertragingsschade. Bijvoorbeeld: Henk krijgt te laat betaald. De schade is de gemiste rente, die wordt vastgesteld op de wettelijke rente;
- Vervangingsschade. Bijvoorbeeld: Henk koopt een koe die ziek is en overlijdt, en moet een nieuwe kopen. De schade is dus de prijs van de nieuwe koe;
- Gevolgschade. Bijvoorbeeld: De zieke koe steekt de hele stal aan, en alle koeien worden geruimd. De schade is de prijs van een stal nieuwe koeien plus overige kosten.

Schade kan ook ingedeeld worden in economische schade, personenschade en zaakschade. Personenschade is schade die lichamelijk en geestelijk aan een mens wordt berokkend en weegt dus het zwaarst. Zaakschade is de schade door het beschadigen van een zaak en economische schade is meestal gederfde winst (omzetschade).
Daarnaast bestaat er immateriële schade. Dit valt onder personenschade. Een vergoeding daarvoor is smartengeld.

## Ingewikkelde vormen van schade
Verder bestaat er ook schade die slechts gedeeltelijk is veroorzaakt door één ander. Dit is aanleiding tot een stortvloed aan wetgeving en jurisprudentie, zoals onder andere:
- De aansprakelijkheid van alle maten in een maatschap voor schade toegebracht door één maat (aangezien alle maten hoofdelijk aansprakelijk zijn voor de schulden van de maatschap);
- De aansprakelijkheid van 1 voetbalsupporter die toevallig in de kladden is gegrepen toen 300 supporters winkelruiten intrapten (uiteraard beweert deze supporter dat hij toevallig niets deed);
- De aansprakelijkheid van de Franse kalimijnen aan de Rijn voor verzilting van grondwater in Nederland waar ze slechts voor een deel verantwoordelijk voor zijn.

Een ander probleem is de beroepsaansprakelijkheid voor artsen, advocaten en andere beroepsbeoefenaars. Een arts maakt bijvoorbeeld een medische fout en de patiënt overlijdt.  Dat wordt ook wel een Kunstfout genoemd. Voorbeelden zijn een gemiste diagnose, een fout bij een operatie of het toedienen van de verkeerde medicijnen. Maar zijn er geen andere oorzaken? Een advocaat laat een beroepstermijn verlopen en de zaak wordt daardoor verloren. De klant spreekt de advocaat aan. Maar zou de zaak anders wel gewonnen zijn?
Ook komt het soms voor dat volgens de wet een ander dan de veroorzaker van de schade aansprakelijk is. Er moet dan natuurlijk wel een reden zijn voor de aansprakelijkheid, bijvoorbeeld:
- De ouders voor hun kind;
- De school voor zijn leerlingen;
- De werkgever voor zijn werknemers;
- De opdrachtgever voor de niet-ondergeschikte, die werkzaamheden voor het bedrijf van de opdrachtgever verricht;
- De bezitter van een dier.

## Boetebeding
Veel bedrijven lijden schade als hun (oud-)werknemers concurrentiegevoelige geheimen uitlekken, of zelf in concurrentie treden met hun (voormalige) werkgever. In hun arbeidscontract wordt dergelijke schade gefixeerd door een boetebeding. Dit houdt in dat de partij een bedrag, bijvoorbeeld €5000, moet betalen per overtreding. De opsteller van het boetebeding bespaart zichzelf hier lastig rekenwerk mee, wie schade veroorzaakt weet waar hij aan toe is, en heeft weinig verweer, want het staat zwart op wit en hij heeft zijn naam eronder gezet. Als de schade groter is zou een boete aantrekkelijk kunnen worden. Om dit te voorkomen kan boven op de boete nog extra schadevergoeding worden geëist.

## Grenzen
Ook speelt vaak de vraag in hoeverre schadevergoeding mag worden toegekend. Heeft een vrouw die een hartaanval krijgt doordat ze getuige is van een verkeersongeval recht op schadevergoeding? De Hoge Raad der Nederlanden bevestigde dit. En iemand die een neurotische behoefte aan schadevergoeding ontwikkelt? Ja, zolang hij zich voor deze aandoening (renteneurose) onder behandeling stelt, zei de Hoge Raad in het renteneurose-arrest. In de werkgeversaansprakelijkheid voor veiligheid op het werk gaat de Hoge Raad heel ver. Ook kinderen in het verkeer worden vergaand beschermd. In veel landen is dit zo geregeld, omdat daarmee wordt gehoopt het aantal ongelukken terug te dringen: automobilisten passen wel dubbel op! De grens is hier aan opzet grenzende roekeloosheid, wat bijna niet te bewijzen is. Immateriële schade wordt echter alleen vergoed in een aantal in de wet genoemde gevallen (zoals opzettelijke laster of smaad, of het besmeuren van de nagedachtenis van een overledene, art 6:106 BW).
Voor affectieschade of genegenheidsschade bestaat in Nederland geen vergoedingsplicht. Hierbij kan gedacht worden aan psychische schade die een gevolg is van het overlijden van een naaste of letsel van een naaste. Er is discussie of de wetgeving aansluit bij de behoeften in de samenleving. Daarnaar stelt de VU in opdracht van het Ministerie van Justitie een onderzoek in, waarvan het eerste voorlopig rapport in 2007 is gepubliceerd.

## Punitive damages
In sommige rechtsstelsels, zoals dat van de Verenigde Staten, bestaat de mogelijkheid tot het toekennen van punitive damages (bestraffende schadevergoedingen). Dit zijn vergoedingen die niet alleen tot doel hebben de schade van de benadeelde te herstellen, maar ook bedoeld zijn om de dader te straffen of af te schrikken. In de meeste Europese landen is schadevergoeding daarentegen louter gericht op herstel van schade.

## Belasting (Nederland)
Een schadevergoeding wegens derving van inkomsten, extra uitgaven en/of immateriële schade kan bij uitkering in een ander jaar dan het jaar of de jaren waarvoor de vergoeding is bedoeld, fiscaal nadelig zijn met betrekking tot box 1 (progressienadeel) en/of box 3 (vermogensrendementsheffing over bezit bedoeld voor schadevergoeding voor toekomstige jaren). Voor zover de belastingregels hiervoor geen soelaas bieden is het volgens de regering aan de eisende partij en de rechter om bij het bedrag van de geëiste, respectievelijk toegekende schadevergoeding rekening te houden met de verwachte belastingnadelen.